# معركة سارانتابورو
معركة سارانتابورو وتترجم أيضا سارانتابورن أو ساراندابورو (باليونانية: Μάχη του Σαρανταπόρου) هي معركة وقعت في 9-10 أكتوبر 1912 و كانت المعركة أول معركة كبرى بين القوات اليونانية والعثمانية خلال المراحل الأولى من حرب البلقان الأولى ، وكانت أحداث المعركة تدور حول ممر ساراندابورو، الذي يربط ثيساليا بوسط مقدونيا .
وعلى الرغم من أن المدافعين العثمانيون كانوا يعتبرون ان الممر منيعًا، فقد تمكنت التشكيلات الرئيسية للقوات اليونانية من التقدم داخل الممر، بينما اخترقت الوحدات المساندة الأجنحة العثمانية، لينسحب العثمانيون من خطهم الدفاعي خلال الليل، خوفًا من تطويقهم، أدي النصر اليوناني في ساراندابورو الي فتح الطريق للسيطرة على سيرفيا وكوزاني . 
 

## المعركة
في الساعة السابعة من صباح 9 أكتوبر، بدأت قوات المشاة اليونانية هجومها على ساراندابورو حيث هاجمت الشُعب الأولى والثانية والثالثة خط الدفاع العثماني الرئيسي في المقدمة، وتم إعاقة تقدمهم بنيران المدفعية العثمانية وأيضا بسبب التضاريس السيئه وفي هذه الأثناء، أجرت الفرقة الرابعة اليونانية مناورة من الغرب بهدف احتلال ممر بورتا وضرب الجزء الخلفي من المواقع العثمانية.  ومن جهة اخري تقدمت الفرقة الخامسة اليونانية إلى الغرب باتجاه قرية زامبوردا التي كانت تقع على الضفة الأخرى من هالياشمون، بقصد حماية الجناح الأيسر للقوات اليونانية الخارجة من ممر ساراندابورو، كما تحرك لواء الفرسان في أقصى الغرب على طول الطريق المؤدي إلى سيرفيا ، وكان يهدف لإغلاق الجسر في هالياشمون،  ، فشلت بعض القوات في التقدم بسبب الضباب الكثيف،   وفي الساعة الثانية بعد الظهر، تم نقل الجزء الأكبر من المدفعية اليونانية إلى الخط الرئيسي، للمشاركة بالاشتباكات وعلى الرغم من تقدم اليونانيون وسط خسائر فادحة، إلا أن الفرق اليونانية المهاجمة الثلاثة أوقفت علي بعد حوالي 500–700 متر (0.31–0.43 ميل) من الخنادق العثمانية حيث كانت تعتزم شن هجوم نهائي في صباح اليوم التالي. 
دخلت الفرقة الرابعة طريقها عبر قريتي ميتاكساس وراتشوفو، ونجحت في تحقيق هدفها في الساعة 5 مساءً،  من جانب آخر واجهت الفرقة الخامسة أربع كتائب من القوات الاحتياطية العثمانية في لازاراديس والتي تمكنت من السيطرة عليها عند غروب الشمس.  خلال ذلك أمر قائد لواء الفرسان وحدته بالوقوف في لوداني، ورفض التقدم أكثر بسبب المقاومة التي قدمها العثمانيون في لازاراديس، وبالاخير وخوفًا من أن تحاصرهم مفرزة كونستانتينوبولوس إيفزون، بدأ العثمانيون في الانسحاب في الساعة السابعة مساءً، باتجاه خط الدفاع الثاني في هاني 739 ، تحت غطاء الليل، وقبل التراجع، أطلقوا قذائف مدفعية مدتها 20 دقيقة على المواقع اليونانية على طول خط المواجهة بأكمله، علي الجانب الآخر وغير مدركين للانسحاب العثماني فشل الإغريق في استغلال الفرصة وقطع وصول العثمانيون إلى الجسر وعند وصول العثمانيون إلى خطهم الدفاعي الثاني، أصبح العثمانيون مدركين لاستيلاء الفرقة الرابعة اليونانية علي بورتا باس، وانتشرت المخاوف في صفوف العثمانيون وبدأ عدد من الجنود في الفرار والتخلي عن معداتهم،  وفي صباح يوم 10 أكتوبر، فاجأت الفرقة الرابعة اليونانية المتواجدة أسفل المنحدر الشمالي لجبل راحوف، المشاة والمدنيين العثمانيين بالهجوم مما ادي بالعثمانيين بالانسحاب حيث تركوا بنادقهم وشرعوا في تراجع غير منظم.   ولكن تردد سلاح الفرسان اليوناني مكن العثمانيون مرة أخرى للوصول بأمان الي سيرفيا و كوزاني . 